# De locis sanctis
De locis sanctis, en français : Concernant les lieux sacrés,  est composé par le moine Écossais Adomnan d'Iona, une copie ayant été présentée au roi Aldfrith de Northumbrie, en 698. Il est basé sur le récit de voyages en Terre sainte, d'Arculfe, un moine franc, à partir duquel Adomnan, avec l'aide de quelques autres sources, a pu réaliser un travail descriptif en trois livres, traitant de Jérusalem, de Bethléem et d'autres lieux de Palestine et brièvement d'Alexandrie et de Constantinople. Il vise à rendre compte fidèlement de ce qu'Arculfe a réellement vu au cours de son voyage. De nombreux manuscrits contiennent la deuxième plus ancienne carte connue de Jérusalem (c'était la plus ancienne carte connue jusqu'à la découverte, en 1894, de la carte de Madaba, datée de la fin du VIe siècle. L'ouvrage contient les quatre plus anciens dessins connus d'églises chrétiennes en Terre sainte : trois se trouvent à Jérusalem (l'église du Saint-Sépulcre, l'église de Sion (en) et la chapelle de l'Ascension) et une à Naplouse (l'église du Puits de Jacob).

## Premier livre
Le premier livre de la transcription d'Adomnan concerne ce qu'Arculfe a vu pendant les neuf mois qu'il a passés à Jérusalem, vers l'an 680, en commençant par des descriptions utiles du « Sépulcre du Seigneur et de l'église construite sur lui, dont Arculfe lui-même a représenté pour moi la forme sur une tablette recouverte de cire » et en mentionnant la basilique de Constantin et d'autres éléments comme la colonne qui marquait le centre de la terre. Arculfe a également vu de nombreuses reliques, comme la toile funéraire miraculeuse de Jésus (comparé au Suaire de Turin), qui avait apporté la bonne fortune à des générations, et le figuier même sur lequel Judas Iscariote s'est pendu. Arculfe a vu la basilique du mont Sion, le mont des Oliviers et le tombeau de Lazare de Béthanie. Partout, la description d'Arculfe atteste des foules de pèlerins dans les lieux saints chrétiens.

## Second livre
Le deuxième livre commence par le voyage d'Arculfe à Bethléem et l'église dédiée à Sainte Marie sur la demi-grotte de la Nativité, les églises simples, l'une contenant le tombeau du roi David, une autre de saint Jérôme et même celles des bergers qui étaient présents à la Nativité. Arculfe visite le tombeau de Rachel, à l'ouest de Jérusalem. Il mentionne ensuite brièvement les ruines d'Hébron et de Jéricho, le sépulcre d'Arba (en), les tombes des quatre patriarches (Abraham, Isaac, Jacob et Adam) et le chêne d'Abraham. Arculfe fait ensuite référence à Galgal et à l'église contenant les « Douze Pierres » des tribus d'Israël. Le voyage reprend ensuite le long du Jourdain où Arculfe a vu l'endroit où Jean a baptisé le Christ ainsi que la petite église située à l'endroit où Jésus a laissé ses vêtements pendant le baptême. A proximité se trouvaient un monastère et une église construits en l'honneur de Jean le Baptiste.
Arculfe a vu la mer Morte et les sources du Jourdain, deux sources adjacentes, appelées « Jor » et « Dan », la mer de Galilée et le puits de Samarie, où le Christ a rencontré la Samaritaine. À Nazareth, il visite l'église de l'Annonciation. Le mont Thabor en Galilée est le suivant dans le récit. Le guide d'Arculfe, un certain Pierre, ermite bourguignon, lui permet de ne pas s'attarder plus longtemps que nécessaire « pour une inspection rapide ». Arculfe continue avec de brèves allusions aux villes de Damas et de Tyr, puis il quitte Jérusalem et voyage quarante jours pour rejoindre Alexandrie, où se trouve l'église contenant le tombeau de l'évangéliste Marc.

## Troisième livre
Le court troisième livre mentionne rapidement le passage d'Arculfe par la Crète jusqu'à Constantinople, où il séjourne de Noël à Pâques. Arculfe mentionne les reliques de la Vraie Croix et les légendes de Georges le Confesseur, ajoute une note sur l'île du mont Vulcanus à l'est de la Sicile et se termine assez abruptement par un bref épilogue.
Le De locis sanctis d'Arculfe et Adomnan est recopié et largement lu dans toute l'Europe occidentale. Bède le Vénérable mentionne l'itinéraire d'Arculfe dans son Histoire et s'en inspire pour rédiger son propre traité sur les lieux saints. Il est imprimé pour la première fois à Ingolstadt, en 1619.

### Source de la traduction
- (en) Cet article est partiellement ou en totalité issu de l’article de Wikipédia en anglais intitulé « De locis sanctis » (voir la liste des auteurs).